# Arrondissement di Caen
L'arrondissement di Caen è un arrondissement dipartimentale della Francia situato nel dipartimento del Calvados, nella regione della Normandia.

## Storia
Fu creato nel 1800 sulla base dei preesistenti distretti. Nel 1926 vi fu integrato l'arrondissement soppresso di Falaise.

## Composizione
L'arrondissement è composto da 287 comuni raggruppati in 24 cantoni:
- cantone di Bourguébus
- cantone di Bretteville-sur-Laize
- cantone di Cabourg
- cantoni di Caen, numerati da 1 a 10
- cantone di Creully
- cantone di Douvres-la-Délivrande
- cantone di Évrecy
- cantone di Falaise-Nord
- cantone di Falaise-Sud
- cantone di Morteaux-Coulibœuf
- cantone di Ouistreham
- cantone di Thury-Harcourt
- cantone di Tilly-sur-Seulles
- cantone di Troarn
- cantone di Villers-Bocage